# Augusto Arrasco
Augusto Arrasco Stucchi († 10. Januar 2008) war ein peruanischer Fußballspieler, der vorwiegend im defensiven Mittelfeld agierte und nach seiner aktiven Laufbahn als Fußballtrainer tätig war. 

## Laufbahn
Arrasco spielte in den 1940er und 1950er Jahren für diverse mexikanische Vereine; unter anderem 1947 für Moctezuma und 1950/51 für den späteren Absteiger San Sebastián, bevor er von mindestens 1953 bis zur Saison 1957/58 beim Club Deportivo Oro unter Vertrag stand. 1958 wechselte Arrasco zu den 1957 gegründeten und ab der Saison 1958/59 in die zweite Liga aufgenommenen Jabatos de Nuevo León. Der Verein, der aufgrund von finanziellen Problemen zwischen 1960 und 1962 von der Universidad Autónoma de Nuevo León übernommen worden war, kehrte 1962 zu seinem alten Namen zurück und verpflichtete Arrasco für die Saison 1962/63 als Trainer. Dieses Amt übte Arrasco über mehrere Jahre hinweg aus und führte die Mannschaft 1965/66 zum Gewinn der Segunda División und somit in die höchste mexikanische Spielklasse. 